# El cuatrero (película)
El cuatrero es una película de comedia, acción y aventura mexicana de 1989, dirigida por Rafael Villaseñor Kuri y protagonizada por Vicente Fernández, Maribel Guardia y Rosario Escobar.

## Argumento
El tramposo Álvaro (Vicente Fernández) y su cómplice Mariana (Maribel Guardia) engañan al poderoso ranchero Lázaro (Mario Almada) quitándole una camioneta y un valioso caballo al que pintan de negro para despistar y ponen de nombre Satanás.
Un veterinario delata el escondite de los estafadores y Lázaro llega hasta ellos recuperando su caballo, luego lo expone a muerte en una corrida de toros y Álvaro se humilla ante el para salvar a Satanás, pues le había tomado mucho cariño.

## Reparto
- Vicente Fernández como Álvaro Rojas
- Maribel Guardia comom Mariana
- Mario Almada como Lazaro Malacara
- Rosario Escobar
- José Chávez
- Raúl Alberto
- Fredy Camacho
- Guillermo de Alvarado
- Juan de la Loza
- Ricardo de Loera
- José Antonio Estrada
- Rafael Fernández
- Rafael Hernández
- Eric Higashi
- Guillermo Lagunes
- Juan José Rojas
- Gonzalo Sánchez
- Carlos Terán
- Raúl Valerio
- Leo Villanueva